# Chautara
Chautara (Nepali म्याङलुङ Chautara) ist eine Stadt (Munizipalität) in Zentral-Nepal im Distrikt Sindhupalchok.
Die Stadt entstand 2014 durch Zusammenlegung der Village Development Committees Pipaldanda, Chautara, Kubhinde und Sanusiruwari.
Sie ist Verwaltungssitz von Sindhupalchok.
Das Stadtgebiet umfasst 40,7 km².

## Einwohner
Bei der Volkszählung 2011 hatten die VDCs, aus welchen die Stadt Chautara entstand, 15.606 Einwohner (davon 7314 männlich) in 3877 Haushalten.